# Boris Michajłow
Boris Pietrowicz Michajłow (ros. Борис Петрович Михайлов; ur. 10 czerwca 1944 w Moskwie) – radziecki hokeista. Reprezentant ZSRR, trzykrotny olimpijczyk. Trener i działacz hokejowy.
Ma dwóch synów, Andrieja i Jegora. Drugi z nich (ur. 1978) także jest hokeistą.

## Kariera zawodnicza
- Awangard Saratów (1962-1965)
- Lokomotiw Moskwa (1965-1967)
- CSKA Moskwa (1967-1981)

Wychowanek klubu z Saratowa, obecnie działającego jako Kristałł. Wieloletni zawodnik CSKA Moskwa. W rozgrywkach mistrzostw ZSRR rozegrał 572 spotkań, w których zdobył 652 punktów (osiągnięcie rekordowe) za 428 goli (osiągnięcie rekordowe) i 224 asysty.
Uczestniczył w turniejach mistrzostw świata w 1969, 1970, 1971, 1972, 1973, 1974, 1975, 1976, 1977, 1978, 1979, Summit Series 1972, 1974 oraz na Zimowych Igrzyskach Olimpijskich 1972, 1976, 1980 (na turnieju ZIO 1980 jako kapitan, brał udział w meczu nazwanym Cud na lodzie). Brał udział w meczach Challenge Cup 1979.

## Kariera trenerska
- SKA Leningrad (1981-1982)
- Reprezentacja Rosji (1992-1995, 1996)
- SKA Sankt Petersburg (1992-1997)
- CSKA Moskwa (1998-2001)
- Reprezentacja Rosji (2001-2002)
- SKA Sankt Petersburg (2002-2005, 2006)
- Mietałłurg Nowokuźnieck (2007-2009)

Po zakończeniu kariery został trenerem. Absolwent Moskiewskiej Państwowej Akademii Kultury Fizycznej z 1979. Uzyskał podpułkownika rezerwy.
W 1992 został pierwszym szkoleniowcem reprezentacji Rosji po wyodrębnieniu kraju z ZSRR. Był nim do 1995, a równocześnie nadal pracował w Petersburgu prowadząc klub SKA. Później jeszcze raz trenował Rosję, łącznie prowadził kadrą podczas turniejów mistrzostw świata w 1993, 1994, 1995, 2001, 2002 oraz Pucharu Świata 1996

## Osiągnięcia

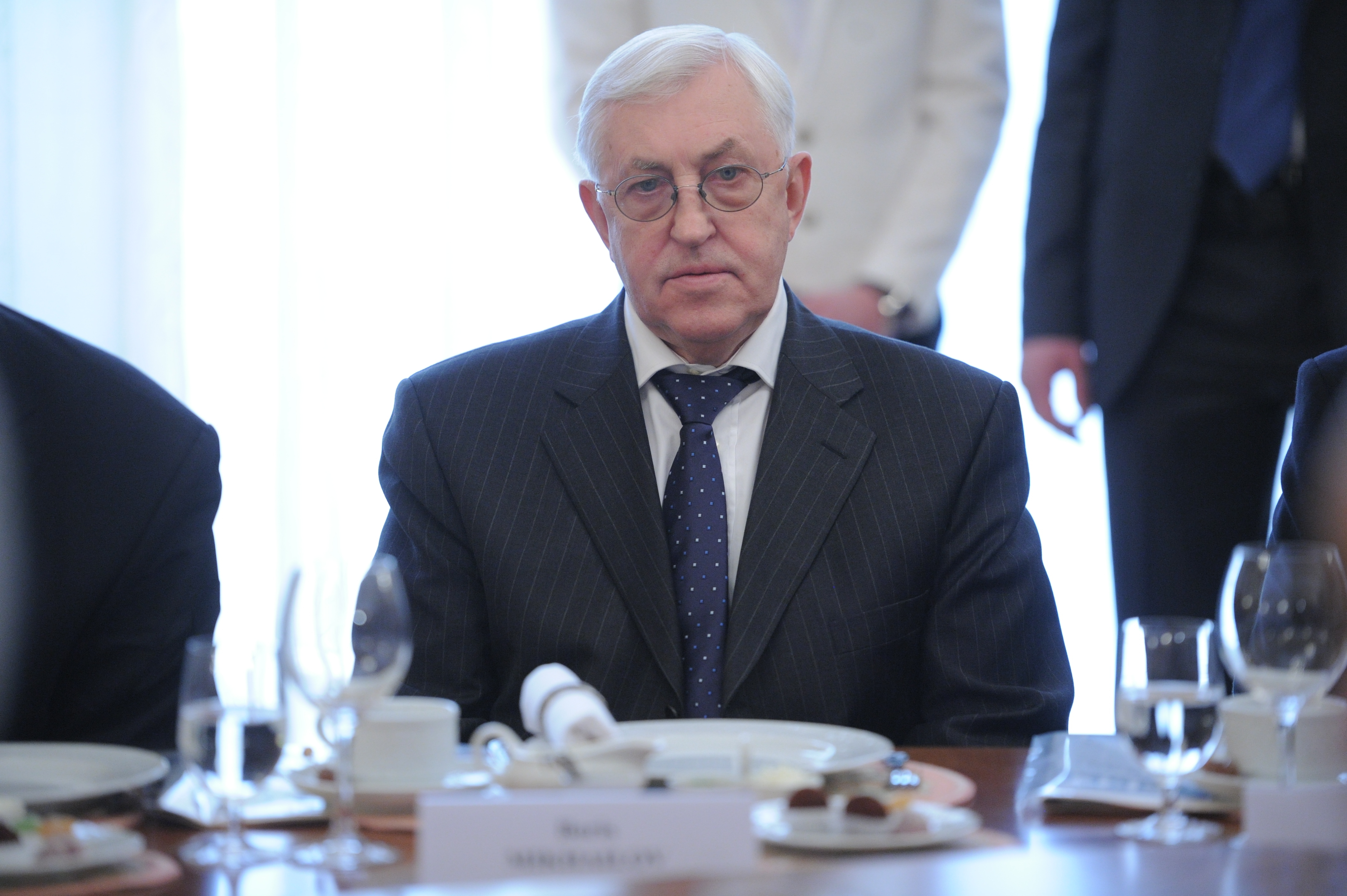
Boris Michajłow (2012)

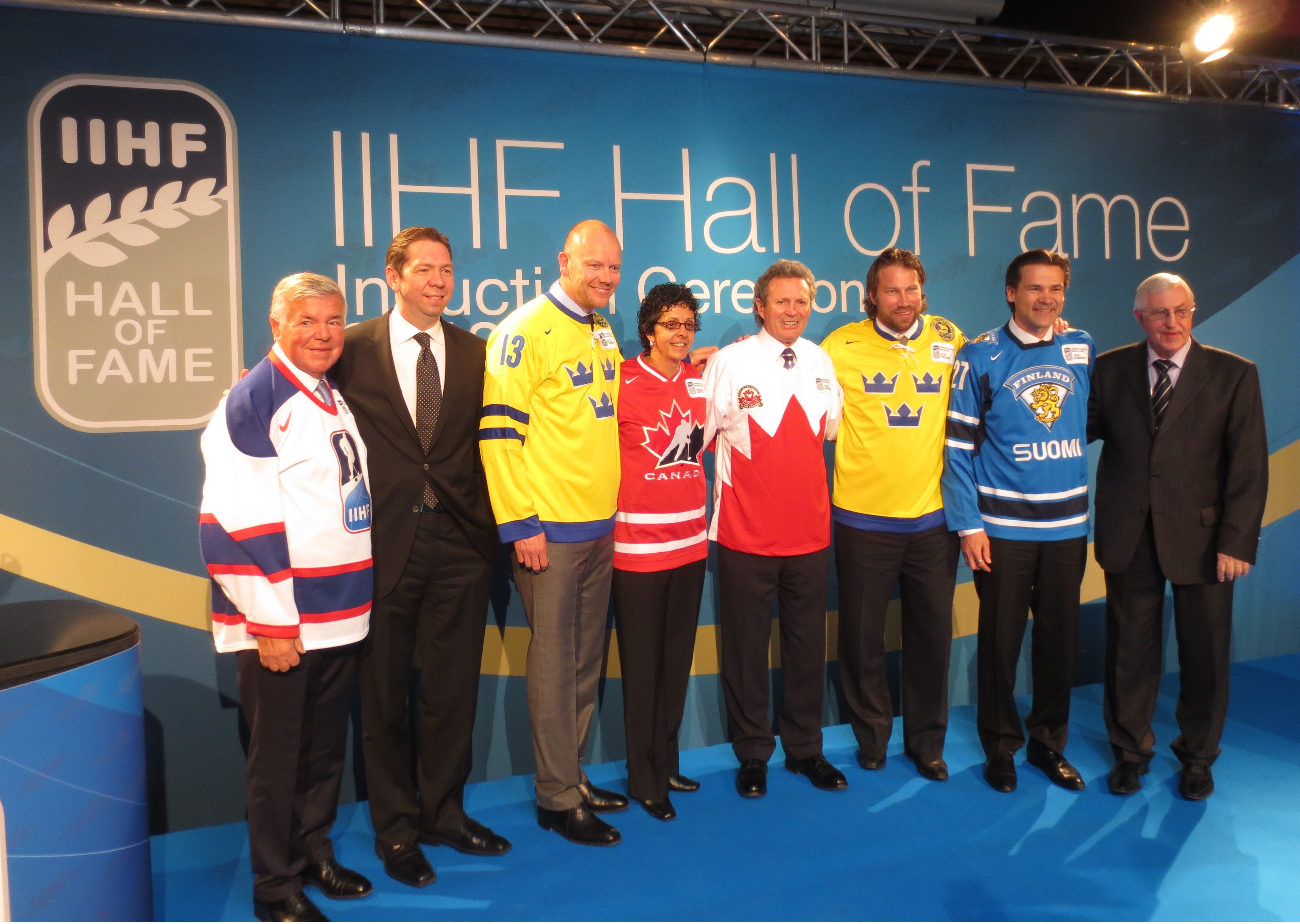
Boris Michajłow podczas spotkania laureatów (2013)

Reprezentacyjne
- Złoty medal mistrzostw świata: 1969, 1970, 1971, 1973, 1974, 1975, 1978, 1979
- Srebrny medal mistrzostw świata: 1972, 1976
- Brązowy medal mistrzostw świata: 1977
- Złoty medal igrzysk olimpijskich: 1972, 1976
- Srebrny medal zimowych igrzysk olimpijskich: 1980

Klubowe
- Złoty medal mistrzostw ZSRR: 1968, 1970, 1971, 1972, 1973, 1975, 1977, 1978, 1979, 1980, 1981 z CSKA Moskwa
- Srebrny medal mistrzostw ZSRR: 1969, 1974, 1976 z CSKA Moskwa
- Puchar ZSRR: 1968, 1969, 1973, 1977, 1979 z CSKA Moskwa
- Finalista Pucharu ZSRR: 1976 z CSKA Moskwa
- Puchar Europy: 1969, 1970, 1971, 1972, 1973, 1974, 1976, 1978, 1979, 1980, 1981 z CSKA Moskwa

Indywidualne
- Liga radziecka 1969/1970:
  - Nagroda Najlepsza Trójka dla tercetu najskuteczniejszych strzelców ligi (oraz Walerij Charłamow i Władimir Pietrow) - łącznie 124 gole
- Liga radziecka 1970/1971:
  - Nagroda Najlepsza Trójka dla tercetu najskuteczniejszych strzelców ligi (oraz Walerij Charłamow i Władimir Pietrow) - łącznie 88 goli
- Mistrzostwa świata w 1973:
  - Skład gwiazd turnieju
  - Najlepszy napastnik turnieju
- Turniej Izwiestii 1973:
  - Pierwsze miejsce w klasyfikacji kanadyjskiej turnieju: 9 punktów za 4 gole i 5 asyst[2]
- Mistrzostwa świata w 1974:
  - Pierwsze miejsce w klasyfikacji kanadyjskiej turnieju: 16 punktów
- Liga radziecka 1974/1975:
  - Pierwsze miejsce w klasyfikacji strzelców
  - Nagroda Najlepsza Trójka dla tercetu najskuteczniejszych strzelców ligi (oraz Walerij Charłamow i Władimir Pietrow) - łącznie 60 goli
- Liga radziecka 1975/1976:
  - Pierwsze miejsce w klasyfikacji strzelców
- Mistrzostwa świata w 1977:
  - Pierwsze miejsce w klasyfikacji strzelców turnieju
- Liga radziecka 1977/1978:
  - Pierwsze miejsce w klasyfikacji strzelców
  - Nagroda Najlepsza Trójka dla tercetu najskuteczniejszych strzelców ligi (oraz Walerij Charłamow i Władimir Pietrow) - łącznie 78 goli
  - Najlepszy zawodnik sezonu mistrzostw ZSRR w hokeju na lodzie
- Mistrzostwa świata w 1978:
  - Pierwsze miejsce w klasyfikacji strzelców turnieju
- Liga radziecka 1978/1979:
  - Najlepszy zawodnik sezonu mistrzostw ZSRR w hokeju na lodzie
- Mistrzostwa świata w 1979:
  - Skład gwiazd turnieju
  - Najlepszy napastnik turnieju
- Liga radziecka 1979/1980:
  - Nagroda Najlepsza Trójka dla tercetu najskuteczniejszych strzelców ligi (oraz Walerij Charłamow i Władimir Krutow) - łącznie 73 gole

Rekordy
- Pierwsze miejsce w klasyfikacji liczby goli strzelonych w najwyższej klasie rozgrywkowej ZSRR/Rosji: 428 (rekord wyrównany 10 września 2016 przez Siergieja Moziakina)[3][4]
- Pierwsze miejsce w klasyfikacji kanadyjskiej w historii mistrzostw ZSRR: 652 goli
- Drugie miejsce wśród najskuteczniejszych strzelców w reprezentacji ZSRR: 207 goli

Szkoleniowe
- Złoty medal mistrzostw świata: 1993 z Rosją
- Srebrny medal mistrzostw świata: 2001 z Rosją

## Wyróżnienia i odznaczenia
Wyróżnienia hokejowe
- Zasłużony Mistrz Sportu ZSRR w hokeju na lodzie: 1969
- Galeria Sławy IIHF: 2000
- Rosyjska Galeria Hokejowej Sławy: 2014

Odznaczenia państwowe
- Medal „Za pracowniczą dzielność”: 1969
- Order „Znak Honoru”: 1972
- Order Czerwonego Sztandaru Pracy: 1975
- Order Lenina: 1978
- Order Honoru: 1996
- Order „Za zasługi dla Ojczyzny” IV Klasy: 2004
- Order Przyjaźni : 2015

W 2019 drużyna pod nazwą Akademia B.P. Michajłowa z siedzibą w Nowomoskowsku zgłoszono do rozgrywek NMHL, a po przeniesieniu do miasta Tuła została przyjęta do rosyjskich rozgrywek juniorskich MHL w edycji 2020/2021, sam Michajłow zaangażował się w działanie klubu. Sam B. Michajłow wszedł w skład rady powierniczej klubu.